# Willi Wewer
Wilhelm „Willi“ Wewer (* 1. August 1912 in Horst bei Buer, Kreis Recklinghausen; † 3. April 1997 in Gelsenkirchen) war ein deutscher Maler und Grafiker sowie Kunsterzieher.

## Leben
Willi Wewer wurde als erstes von zwei Kindern des Braumeisters Wilhelm Wewer und dessen Ehefrau Maria, geborene Borchelt, geboren. Nach der Volksschule (1918–1922) besuchte er bis 1929 das Schalker Gymnasium, anschließend von 1930 bis 1933 die Kunstgewerbeschule in Essen. Danach studierte er Malerei an der Kunstakademie Düsseldorf, zunächst als Schüler von Franz Radziwill, ab November 1935 bei Werner Peiner. In der von Peiner gegründeten Hermann-Göring-Meisterschule für Malerei, die er von 1936 bis 1942 besuchte, avancierte er vom „Gesellen“ zum „Meister“. In Absprache mit Peiner und Reichsführer SS Heinrich Himmler wurde Wewer neben den Meisterschülern Heinz Hindorf und Hans Lohbeck damit beauftragt, Entwürfe für ein Programm zur Ausstattung der Wewelsburg zu schaffen. 1942 wurde Wewer zum Kriegsdienst in der Wehrmacht eingezogen. Nach anschließender Kriegsgefangenschaft siedelte er sich 1948 in Gelsenkirchen an, wo er von 1949 bis 1977 an verschiedenen Schulen als Kunsterzieher wirkte, zuletzt am Carl-Friedrich-Gauß-Gymnasium. Als Gründungsmitglied gehörte er dem Bund Gelsenkirchener Künstler an.
Wewer schuf in Ölmalerei und verschiedenen grafischen Techniken Landschaftsdarstellungen, insbesondere der Eifel, sowie Stadtansichten und Industriebilder, außerdem eine Reihe von Figurendarstellungen, insbesondere aus dem Karneval.